# Jeunes de Saint-Augustin Bordeaux Métropole
Pour les articles homonymes, voir JSA.
Actualités
Dernière mise à jour : 4 octobre 2018.
Les JSA Bordeaux Métropole Basket sont une association sportive (association loi de 1901) française dont la section masculine de basket-ball évolue en championnat de France de basket-ball de Nationale masculine 2 (4e échelon national du championnat français). Le club est une section du club omnisports des Jeunes de Saint-Augustin, basé à Bordeaux.

## Historique

### Présidence de Boris Diaw
Boris Diaw détient 33 % des parts du capital et il est le vice-président du club des JSA Bordeaux d'octobre 2009 à juin 2010. Il devient alors président du club qui est rétrogradé de la Pro B à la Nationale 2.
Sous sa présidence, le club remonte immédiatement en Pro B. Grâce en partie à l'apport en début de saison de Boris Diaw, en raison du lock-out de la NBA, le club assure son maintien en terminant à la sixième place de la saison régulière.
Après s'être engagé à couvrir l'important déficit du club, il annonce en juillet 2013  qu'il reste président du club, malgré la rétrogradation de celui-ci en Nationale 1. Toutefois, il délègue son pouvoir à un directeur, Nicolas Mingnant. Cet engagement est valable pour quatre saisons supplémentaires. Le club réduit toutefois son budget, passant de 1,55 million d'euros à 900 000 euros. Pour la saison 2014-2015 en Nationale 1, l'équipe quitte la salle Jean Dauguet, et retourne dans la Salle des Peupliers (salle emblématique du club), jugée plus chaude. Ils jouent leur dernier match dans cette salle le 9 mai 2015.
Avec la création de Bordeaux Métropole, le club est renommé Jeunes de Saint-Augustin Bordeaux Métropole et s'installe au palais des sports de Bordeaux, rénové. Ils y jouent leur premier match le 29 janvier 2016, Jean-Pierre Papin donne le coup d'envoi.
À la fin de la saison 2015-2016, l'équipe descend en Nationale 2.

### Présidence d'Éric Sarrazin
Le club remonte en Nationale 1 lors de la saison 2017-2018 sous la présidence d'Éric Sarrazin.

### Présidence d'Alexandre Ducourtieux
En cours de saison 2020/2021, la présidence du Club est reprise par Alexandre Ducourtieux, assisté de Charles Paillette. Au cours de cette saison, le club ne connaît que très rarement la victoire et va donc logiquement rejoindre la NM2, l'échelon inférieur.

### Présidence de Charles Paillette
Au départ de la saison 2021/2022 c'est Charles Paillette qui fut intronisé Président à la place d'Alexandre Ducourtieux. La saison en NM2 est plus cohérente par rapport aux moyens du club qui manque les play-offs de très peu.

### Présidence de Michel Gaydot
À la suite du retrait de Charles Paillette pour raisons personnelles, c'est Michel Gaydot qui devient président à son tour lors de la saison 2023/2024. Néo-retraité et ancien partenaire du club, il n'a finalement pas le profil idéal et est remercié en cours de saison.

### Présidence de Mathieu Gibaud
À la suite du départ de Michel Gaydot, c'est Mathieu Gibaud, déjà dans les bureaux, qui récupère le poste en cours de saison 2023/2024.

## Palmarès
- Champion de Deuxième division : 1961
- Champion de France de Nationale masculine 1 : 2011

## Entraîneurs
- Christophe Henry
- Tommy Davis
- Claude Barbier
- Jean-Paul Cormy
- Pierre Jouvenet
- Claude Bergeaud
- Joachim Duthé
- Arvydas Straupis
- Matthieu Hubert

## Joueurs célèbres ou marquants
- Claude Barbier
- Claude Laurent
- Roger Larquié
- Philippe Beauxis
- Michel Lopenague
- Jim Graziano
- Tommy Davis
- Bruno Laurent
- Marc M'Bahia
- Antonio Grant
- Errick Craven
- O'Darien Bassett
- David Condouant
- Camille Delhorbe
- Joseph Ben Owona
- Mehdi Labeyrie
- Boris Diaw
- Ludovic Vaty
- Richie Gordon
- Frederic Meheut
- Nicolas Lopenague
- Hugo Lopenague

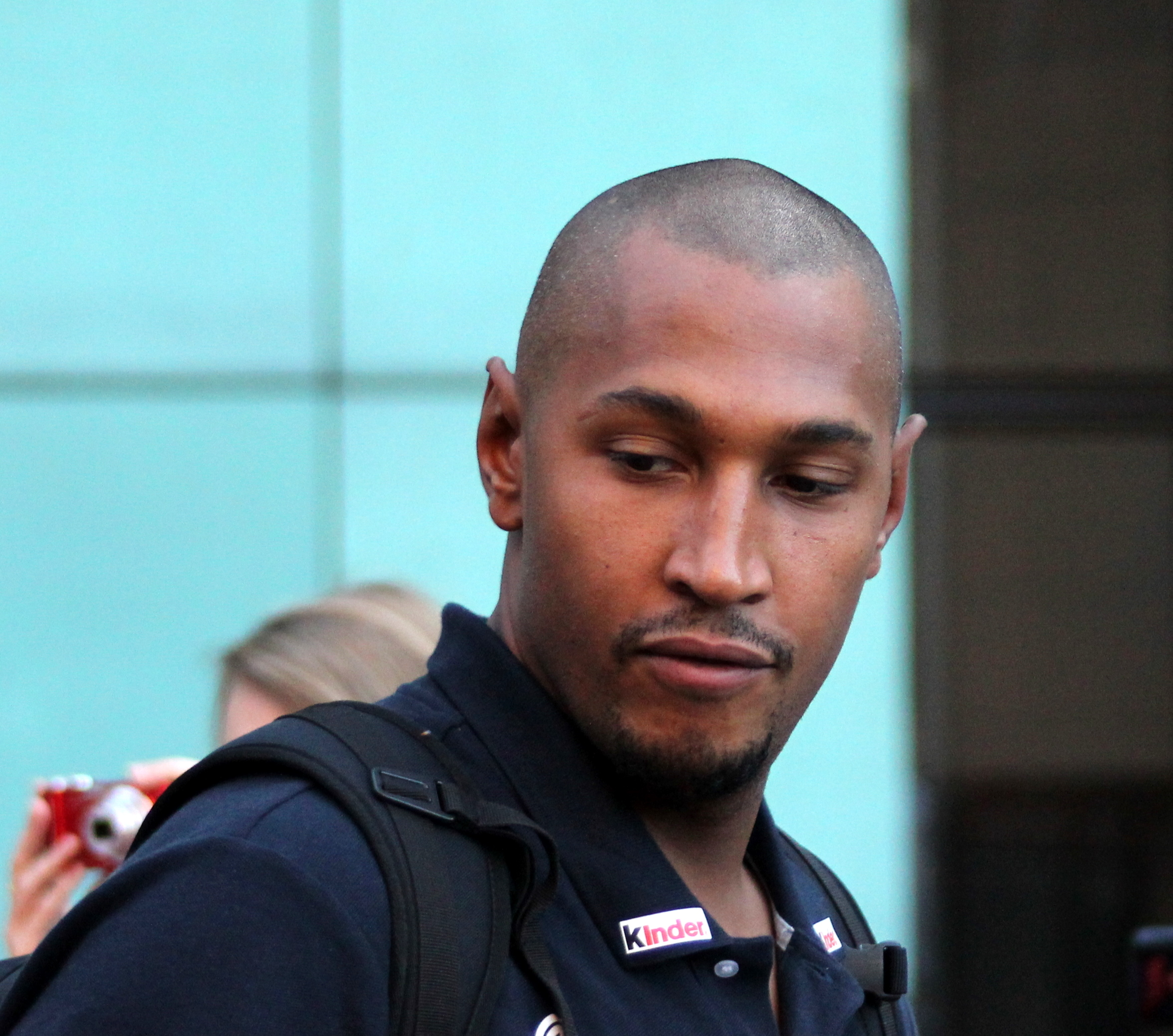
Boris Diaw, joueur de Bordeaux en 2011

- Germain Siraudin (l’enfant du club)
- Amath M'Baye (formation)
- Joël Ayayi (formation)
- Elie Okobo (formation)
- Ousmane Dieng (formation)
- Alex Vialaret
- Eddy Steiner

## Bilan par saison
| Saison    | Div.          | Clas.    | %Vic | Vic | Def | Playoffs        | Coupe de France | Leaders Cup | Coupes d'Europe | Entraîneur                                     |
| --------- | ------------- | -------- | ---- | --- | --- | --------------- | --------------- | ----------- | --------------- | ---------------------------------------------- |
| 2008-2009 | NM1           | 2e       | 76%  | 26  | 8   | [ 13 ]          | ?               | -           | -               | ?                                              |
| 2009-2010 | Pro B         | 17e      | 32%  | 11  | 23  | -               | 32e de finale   | -           | -               | Tommy Davis                                    |
| 2010-2011 | NM1           | Champion | 82%  | 28  | 6   | [ 14 ]          | 32e de finale   | -           | -               | Tommy Davis                                    |
| 2011-2012 | Pro B         | 6e       | 62%  | 21  | 13  | Quart de finale | 32e de finale   | -           | -               | Claude Bergeaud                                |
| 2012-2013 | Pro B         | 17e      | 24%  | 8   | 26  | -               | 8e de finale    | -           | -               | Jean-Marc Dupraz Alexandre Palfroy             |
| 2013-2014 | NM1           | 10e      | 47%  | 16  | 18  | -               | 32e de finale   | -           | -               | Alexandre Palfroy                              |
| 2014-2015 | NM1           | 13e      | 47%  | 16  | 18  | -               | 32e de finale   | -           | -               | Régis Racine                                   |
| 2015-2016 | NM1           | 15e      | 44%  | 15  | 19  | -               | 16e de finale   | -           | -               | Tomo Mahorič                                   |
| 2016-2017 | NM2           | 5e       | 65%  | 17  | 9   | -               | ?               | -           | -               | Christophe Henry                               |
| 2017-2018 | NM2           | 3e       | 75%  | 18  | 6   | -               | Meilleur 3e     | -           | -               | Joachim Duthé                                  |
| 2018-2019 | NM1           | 4e       | 63%  | 15  | 9   | Quart de finale | 32e de finale   | -           | -               | Joachim Duthé                                  |
| 2019-2020 | NM1           | 6e       | 50%  | 13  | 13  | -               | 64e de finale   | -           | -               | Joachim Duthé                                  |
| 2020-2021 | NM1           | 13e      | 27%  | 7   | 19  | -               | 64e de finale   | -           | -               | Joachim Duthé                                  |
| 2021-2022 | NM1           | 14e      | 11%  | 3   | 23  | -               | 64e de finale   | -           | -               | Joachim Duthé Arvydas Straupis Matthieu Hubert |
| 2022-2023 | NM2 (Poule B) | 4e       | 69%  | 18  | 8   | -               | -               | -           | -               | Matthieu Hubert                                |
| 2023-2024 | NM2 (Poule B) | 9e       | 46%  | 12  | 14  | -               | 16e de finale   | -           | -               | Matthieu Hubert                                |

## Historique du logo

Logo précédent.
Logo actuel.